# Camponotus hippocrepis
Camponotus hippocrepis är en myrart som beskrevs av Carlo Emery 1920. Camponotus hippocrepis ingår i släktet hästmyror, och familjen myror. Inga underarter finns listade.